# Pauline Payet
Pauline Payet (* 3. Juli 1994) ist eine französische Tennisspielerin.

## Karriere
Payet spielt bislang hauptsächlich Turniere der ITF Women’s World Tennis Tour, wo sie bisher vier Doppeltitel gewinnen konnte.
Ihr bislang letztes internationale Turnier spielte Payet im Juni 2019. Sie wird daher nicht mehr in der Weltrangliste geführt.

## Turniersiege

### Doppel
| Nr. | Datum            | Turnier             | Kategorie   | Belag             | Partnerin         | Finalgegnerinnen                       | Ergebnis         |
| --- | ---------------- | ------------------- | ----------- | ----------------- | ----------------- | -------------------------------------- | ---------------- |
| 1.  | 1. März 2013     | Bron                | ITF $10.000 | Hartplatz (Halle) | Shérazad Reix     | Daria Salnikowa Alina Silitsch         | 7:5, 7:5         |
| 2.  | 2. November 2013 | Scharm asch-Schaich | ITF $10.000 | Hartplatz         | Valeria Prosperi  | Giulia Bruzzone Shweta Rana            | 5:7, 6:4 [10:5]  |
| 3.  | 4. Juli 2015     | La Possession       | ITF $10.000 | Hartplatz         | Ilze Hattingh     | Caitlin Herb Tanisha Rohura            | 6:4, 6:3         |
| 4.  | 10. Juni 2016    | Réunion             | ITF $10.000 | Hartplatz         | Snehadevi S Reddy | Kyra Shroff Dhruthi Tatachar Venugopal | 6:4, 2:6, [10:6] |